# Fokker D.I
Fokker D.I (định danh công ty: M.18) là một phát triển của mẫu máy bay tiêm kích D.II.

## Quốc gia sử dụng
Austria-HungaryKhông quân Hoàng gia và Đế quốc Áo-Hung
 German EmpireLuftstreitkräfte
 Thổ Nhĩ Kỳ
- Không quân Ottoman

## Tính năng kỹ chiến thuật (D.I)
Dữ liệu lấy từ The Complete Book of Fighters 
Đặc điểm tổng quát
- Kíp lái: 1
- Chiều dài: 6,30 m (20 ft 8 in)
- Sải cánh: 9,05 m (29 ft 8 in)
- Chiều cao: 2,55 m (8 ft 4 in)
- Diện tích cánh: 20 m² (215,3 ft²)
- Trọng lượng rỗng: 463 kg (1.020 lb)
- Trọng lượng có tải: 670 kg (1.477 lb)
- Động cơ: 1 × Mercedes D.II, 89 kW (120 hp)

 Hiệu suất bay 
- Vận tốc cực đại: 150 km/h (81 kn, 93 mph)
- Vận tốc lên cao: 3,33 m/s (656 ft/phút)
- Thời gian bay: 1,5 h

Trang bị vũ khí

- 1 × súng máy LMG 08/15 7,92 mm (.312 in)